# Lumenprint
Lumenprint er en analog, kameraløs fotografisk teknik.
Et lumenprint laves ved at tage ueksponeret s/h-fotopapir og placere genstande direkte ovenpå papiret. Herefter tages papiret ud i sollyset eller belyses med en UV-lampe. Resultaterne vil variere afhængig af luftfugtighed, eksponeringstid og papirtype, og mængden af UV-stråling vil have betydning for farvetonen i billederne.